# Luna Luna (Kunst)

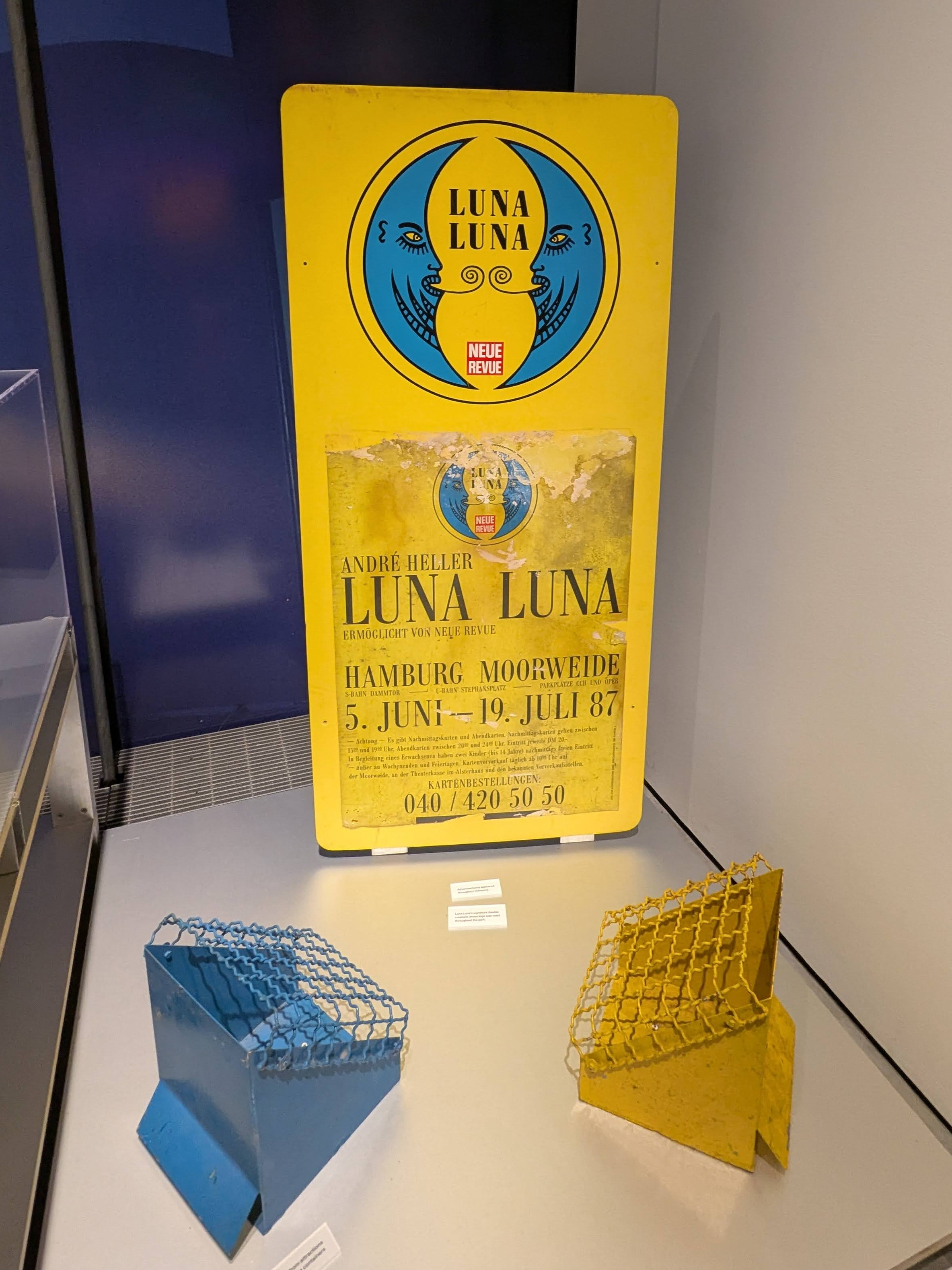
Origininalplakat von 1987 in der Neuinstallation 2024/25

Luna Luna ist der Name eines Projektes von André Heller, das dieser 1987 – unterstützt und finanziert von der Illustrierten Neue Revue – in Hamburg realisierte.

## Konzept
Unter dem Motto „Ein schönes Vergnügen“ konnte das Publikum vom 4. Juni bis zum 31. August 1987 auf der Hamburger Moorweide am Dammtorbahnhof einen avantgardistischen Vergnügungspark und „Jahrmarkt der zeitgenössischen Kunst“ besuchen. Dort traten unter anderem Jongleure, Seiltänzer, Straßenmusiker, Akrobaten und Kunstfurzer auf, es wurde Straßentheater gespielt und es gab begehbare Skulpturen.
Mit der Umsetzung des Projekts erfüllte sich Heller nach eigenen Angaben einen Kindheitstraum. Dies geschah unter der Mitarbeit und Beteiligung von Hubert Aratym, Christian Ludwig Attersee, Joseph Beuys, Georg Baselitz, Jean-Michel Basquiat, Arik Brauer, Günter Brus, Salvador Dalí (dessen Akte auf Spiegeln im „Dali-Dom“ zu betrachten waren unter Begleitung der Musik von Philip Glass), Manfred Deix (‚Palast der Winde‘), Sonia Delaunay (Eingangstor), Hans Magnus Enzensberger, Erté, Gerti Fröhlich, Monika Gilsing, Keith Haring, Wolfgang Herzig, David Hockney, Rebecca Horn, Friedensreich Hundertwasser, Jörg Immendorff, Roy Lichtenstein (der ein Glaslabyrinth mit Außenfassaden entwarf), Hermann Nitsch, Peter Pongratz, Patrick Raynaud, Kenny Scharf, Susanne Schmögner, Daniel Spoerri, Jean Tinguely, Roland Topor, August Walla und Jim Whiting (in dessen Objekt aufwendig konstruierte Roboter ‚agierten‘, von denen einer Enzensberger-Texte vorlas). Philip Glass, Miles Davis sowie Al Jarreau waren Komponisten der „Jahrmarkts-Musik“.

## Verbleib
Nach dem Ende der Schau in Hamburg gab es Pläne für eine Europa-Tournee oder einen Verkauf nach Wien. Diese ließen sich jedoch nicht verwirklichen. 1990 verkaufte Heller die Einzelteile für 6 Millionen US$ an die Stephen and Mary Birch Foundation, die Luna Luna in San Diego wieder aufbauen wollte. Als die Stiftung nach Streitigkeiten um das Konzept vom Kauf zurücktreten wollte, kam es zu einem jahrelangen Rechtsstreit. Währenddessen verschwand das Projekt aus der öffentlichen Wahrnehmung; die Teile wurden 2007 in Texas eingelagert. Erst 2022 erwachte das Projekt zu neuem Leben, als es der Rapper Drake für sein Unternehmen DreamCrew erwarb. Geplant war nach Abschluss der Restaurierung der Teile in Los Angeles eine Neuaufstellung und eventuell eine Tournee um die Welt.
Ende 2023 wurden erstmals ungefähr die Hälfte der Teile als Luna Luna: Forgotten Fantasy in einem Lagerhaus in Los Angeles gegen ein hohes Eintrittsgeld öffentlich gezeigt, jedoch nur zum Anschauen. Vom 30. November 2024 bis zum 5. Januar 2025 (verlängert bis zum 16. März) ist diese Installation im Kulturzentrum The Shed in den New Yorker Hudson Yards zu sehen.